# Курбанов, Баходир Исакович
Баходир (Бахадыр) Курбанов (р.5 декабря 1972) — узбекский борец греко-римского стиля, чемпион Азии. Заслуженный спортсмен Республики Узбекистан (2000).

## Биография
Родился в 1972 году в Иштыхане. В 1994 году завоевал бронзовую медаль Азиатских игр. В 1995 году стал обладателем серебряной медали чемпионата Азии. В 1996 году принял участие в Олимпийских играх в Атланте, но там стал лишь 16-м. В 1998 году завоевал серебряную медаль Азиатских игр. В 1999 году стал серебряным призёром чемпионата Азии. В 2000 году стал чемпионом Азии, а на Олимпийских играх в Сиднее занял 5-е место.
Баходир Курбанов женился на олимпийской чемпионке по гимнастике Оксане Чусовитиной. У них родился сын Алишер, у которого врачи диагностировали лейкемию. В связи с тем, что в Узбекистане вылечить это заболевание было невозможно, семья была вынуждена в 2002 году переехать в Германию, и Баходиру Курбанову пришлось завершить спортивную карьеру.